# Fabophilie
Pour les articles homonymes, voir Fève (homonymie).
La fabophilie (ou favophilie) est une activité qui consiste à collectionner les fèves de galettes des rois. Le fabophile (ou favophile) cherche en général à posséder des séries entières de fèves ou des modèles rares.

## L'origine de la fabophilie

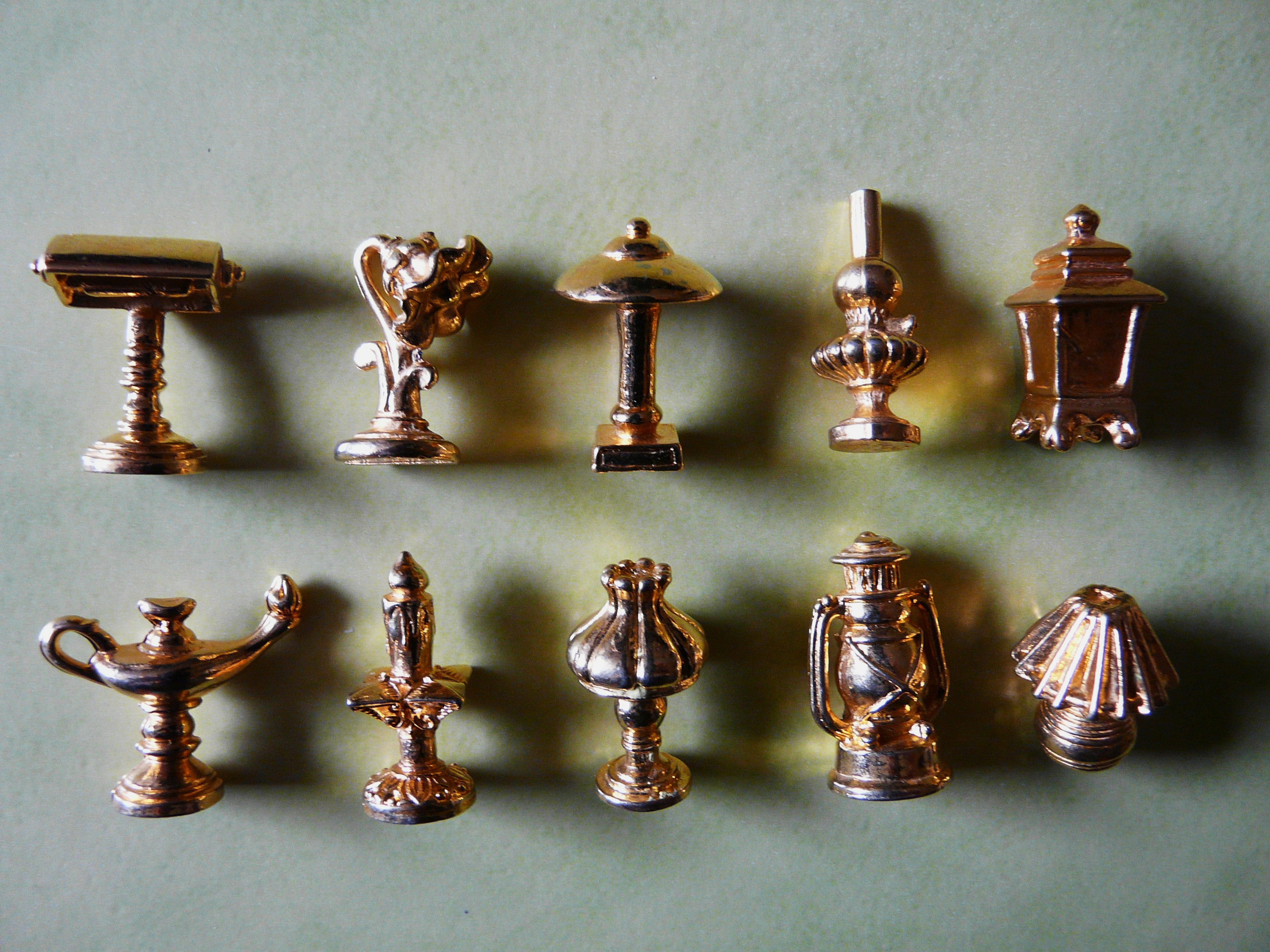
Série de fèves dorées : « Habits de lumière ».

L'histoire de la fève commence avec la fève (légume) : dans les temps préhistoriques, celle-ci était consommée et utilisée comme engrais. Elle a un rôle important dans les rites antiques à cause de sa forme embryonnaire. Symbolisant le fœtus chez les anciens Égyptiens, ces derniers enterraient leurs morts dans des champs de fèves en vue d'une réincarnation. C'est le symbole de vie qui reste au Moyen Âge et la fève est utilisée dans les mariages.
Elle sert aussi de jeton de vote, fonction qui commença chez les Grecs qui se servaient de fèves noires et blanches pour décider de l'acquittement ou de la condamnation. C'est lorsque l'Église décide de s'imposer, pour cesser les célébrations païennes (un exemple : dans les garnisons, on choisit un roi parmi les condamnés à mort : il était déguisé et prenait part aux débauches collectives avant d'être décapité)[réf. nécessaire] que l'Épiphanie apparaît. Mais la coutume du gâteau traditionnel ne se répand réellement que durant le XVe siècle[réf. nécessaire].
Le gâteau et la fève figurent parmi les redevances dues au voyer de Paris (office de la voirie) au XIIIe siècle, mais elle existait déjà. Plus tard on mange un gâteau contenant une fève noire (le roi) et une fève blanche (la reine). En Bourgogne notamment, le gâteau remplace une urne ou un chapeau rempli de fèves avec lesquelles on tirait les rois, en disant febe domine.
La fête des rois faillit être interdite sous la Convention car à l'époque, elle portait le nom de la fête des sans-culotte ; le gâteau fut donc rebaptisé le gâteau de l'égalité. En 1793, le maire de Paris eut beau interdire aux pâtissiers la fabrication de ce gâteau, celle-ci continua tout de même.
La première fève en porcelaine fut fabriquée en 1874 en Allemagne sous forme de baigneur. C'est seulement à partir de 1892 et jusqu'au XXe siècle que les thèmes se diversifient avec des fèves ayant des thèmes représentatifs de l'époque. Les thèmes religieux apparaissent, tels les crèches, Jésus, les anges, les colombes, puis laissent peu à peu leur place à la royauté et aux porte-bonheur.
Dans les années 1960 sont apparues des fèves en matière plastique puis dans les années 1980-1990, les fèves métalliques, principalement dorées (dont certaines à l'or fin). Cependant, le chauffage des galettes dans les fours à micro-ondes a entraîné certains déboires et l'utilisation de fèves métalliques a grandement été réduite[source secondaire souhaitée].
À la fin des années 1980, les fèves en porcelaine sont revenues en force. C'est dans cette même période que les personnages du dessin animé et de la bande dessinée ont commencé à envahir une grande partie du marché de la fève.
Certains boulangers ou pâtissiers, renommés ou non, ont alors eu l'idée de faire fabriquer leurs propres fèves personnalisées. Des entreprises et des associations en font également fabriquer.

## Les types de fèves

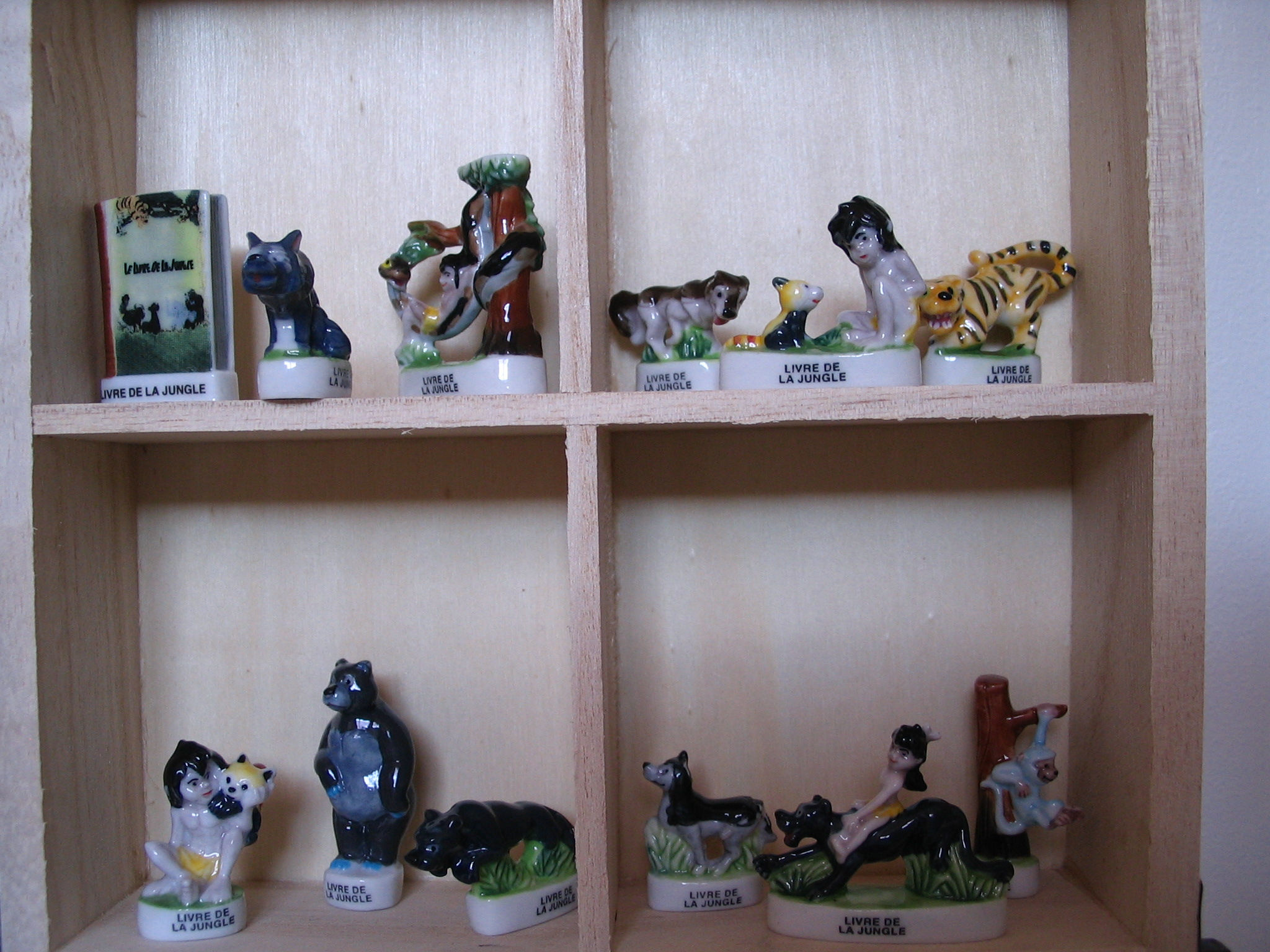
Série de fèves brillantes : « Le Livre de la jungle ».

Des séries quasi identiques peuvent se voir chez un collectionneur car, en fait, il y a deux principaux types de finition pour les fèves récentes en porcelaine : elles peuvent être mates ou émaillées. Ainsi pour un collectionneur, une fève mate et une fève brillante qui représentent un personnage identique, sont à distinguer l'une de l'autre. De plus, certains fabricants rééditent des séries de fèves dont seul le millésime diffère.
Différentes collections existent :
- les santons : ces fèves représentent des personnages religieux, souvent des crèches, et leurs détails sont parfois moins précis que les autres fèves présentes sur le marché[pertinence contestée] ;
- les fèves standard : les fèves dites « standard » sont fabriquées pour être vendues à tous types d'acheteurs ; c'est-à-dire qu'en général des intermédiaires tels que le boulanger ou un professionnel les achètent en coffret ou en vrac pour les proposer à la clientèle ou les insérer dans les galettes ;
- les fèves anciennes : elles s'étendent de l'apparition de la première fève en porcelaine en Allemagne (aux alentours de 1875 avec les « baigneurs », les « porte-bonheur » ou les « fèves poupées »)[4] jusqu'au début de la Première Guerre mondiale[5].
- les fèves semi-anciennes : elles succèdent aux anciennes et s'étendent de 1920 à 1945[source secondaire souhaitée].
- les fèves modernes : elles débutent peu après la fin de la Seconde Guerre mondiale (1950) et sont produites jusqu'à aujourd'hui. À partir de 1980 la création de fèves s'est accrue de manière exponentielle en France[5].
- les fèves personnalisées : ces fèves peuvent avoir plus de valeur que les autres car elles sont souvent tirées en exemplaires limités et s'achètent généralement en coffret, pour un prix parfois élevé. Elles sont dites personnalisées car produites par des marques qui vont des boulangers, pâtissiers ou traiteurs renommés (Poilâne, Lenôtre, Fauchon, etc.) aux enseignes diverses (Casino, Leclerc, Thiriet, etc.)[source secondaire souhaitée].

## Où les trouver?

### En France
De plus en plus de forums et de sites personnalisés naissent afin de favoriser les échanges entre fabophiles. Il est aussi possible de les acheter via des sites de vente en ligne (EBay à titre d'exemple), à d'autres collectionneurs ou d'acheter directement à des professionnels. Le dernier moyen, et l'un des préférés des collectionneurs, est de chercher dans les brocantes et vide-greniers qui se déroulent toute l'année à travers la France...
Il existe des bourses spécialisées où les échanges sont tolérés[source secondaire souhaitée]. Ce sont des endroits intéressants pour voir des fèves peu courantes et connaitre les tarifs des fèves un peu plus recherchées. Il existe aussi des petits salons dans des communes, et des salons de collectionneurs, principalement dans l'Est[source secondaire souhaitée].

### En Belgique
L'Association Belge des Fous de la Fève (ABFF) réunit les amateurs belges et organise sa première rencontre en mars 2019 à Haulchin (Estinnes, Hainaut).

## Les tarifs

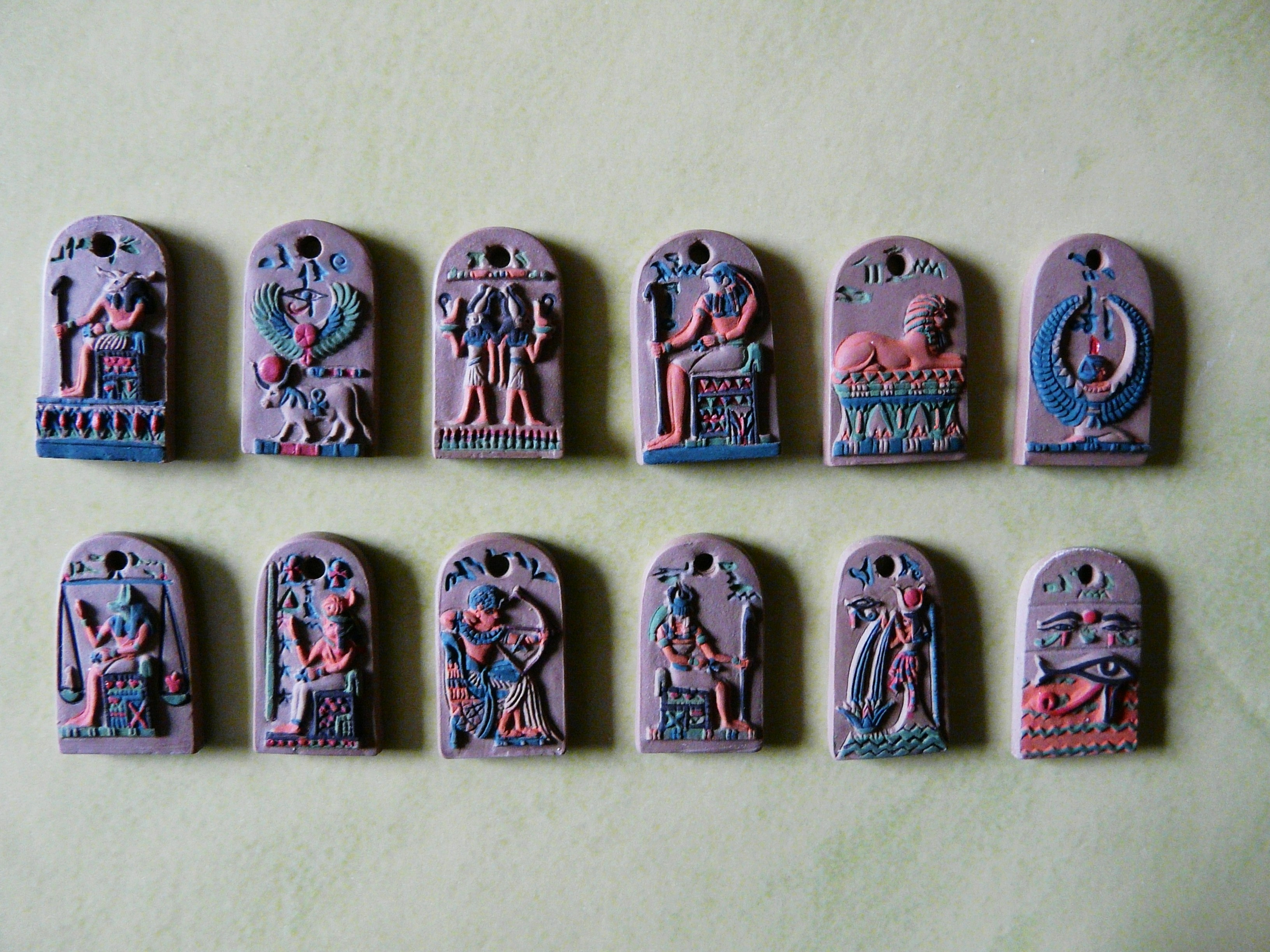
Série de fèves mates : « Le zodiaque égyptien antique ».

Les fèves se négocient dans la plupart des cas sur une base de 0,50 € à 1 € pièce, les publicitaires entre 2 et 80 € en moyenne suivant le boulanger et la rareté de la fève, les anciennes autour de 5 à 10 € pièce pour les blanches, à partir de 50 € pour les polychromes[source secondaire souhaitée]. Mais des modèles connus, rares ou seulement parus à quelques exemplaires s'échangent entre amateurs sur des bases élevées, entre 500 et 2 000 € (fève sur l'entente cordiale de 1914)[source secondaire souhaitée].

## Collectionneurs
Certains fabophiles peuvent avoir des collections énormes (près de 200 000 fèves, voire plus) et quelques-uns vivent en permanence en déplacement, de vide-greniers en bourses ou salons. Il serait cependant illusoire de croire pouvoir posséder toutes les fèves. En effet, chaque année il en sort de 4 000 à 5 000 nouvelles. Donc, beaucoup de fabophiles finissent souvent par se spécialiser sur quelques thèmes bien précis.
Par ailleurs, de nouveaux types de collections liées à l'Épiphanie ont vu le jour comme les collections des couronnes ou des sacs de galettes des rois...
De nombreux collectionneurs non-fabophiles recherchent aussi les fèves correspondant à leur passion, car presque tous les thèmes possibles sont représentés : animaux, art, bande dessinée, cinéma, cirque, cuisine, dessins animés, enfants, histoire, jeux et jouets, métiers, mode, monnaies, mythologie, musique, nature, objets usuels, pays, personnages célèbres, plantes, régions, sport, transports, vaisselle, zodiaque, … et de plus, certaines fèves sont de véritables petites œuvres d'art.
Il y aurait près de 250 000 collectionneurs en France[réf. nécessaire].